# ليزلي لينكا جلاتر
ليزلي لينكا جلاتر (بالإنجليزية: Lesli Linka Glatter)‏ (ولدت في 26 يوليو 1953) هي مخرجة أفلام وتلفزيونية أمريكية. اشتهرت بعملها في المسلسل الدرامي إيه إم سي رجال ماد ومسلسل شوتايم أرض الوطن.